# グアイアズレンスルホン酸
グアイアズレンスルホン酸ナトリウム（Sodium guaiazulenesulfonate）またはアズレンスルホン酸ナトリウム または ナトリウムグアレナート（Sodium gualenate）は、抗炎症作用を持つ医薬品の一つである。含嗽剤（うがい薬）、点眼剤、散剤などの剤形がある。アズレンの誘導体グアイアズレンのスルホン酸塩であり、色は青い。

## 効能・効果
- 含嗽剤[2]：咽頭炎、扁桃炎、口内炎、急性歯肉炎、舌炎、口腔創傷
- 点眼剤[3]：急性結膜炎、慢性結膜炎、アレルギー性結膜炎、表層角膜炎、眼瞼縁炎、強膜炎
- 散剤・錠剤 (L-グルタミン配合剤)[4]：胃潰瘍、十二指腸潰瘍、胃炎

## 副作用
重大な副作用は知られていない。
- 含嗽剤：口中の荒れ感（0.1%）
- 点眼剤：眼瞼の腫脹，発赤，瘙痒感（0.1%未満）
- 散剤・錠剤：悪心、嘔吐、便秘、下痢、腹痛、膨満感、顔面紅潮（5％未満 ）等

## 作用機序
グアイアズレンスルホン酸は、in vitro において白血球遊走阻止作用や、肥満細胞からのヒスタミン遊離抑制作用を示す。また、その作用は下垂体－副腎系を介さず、炎症組織に対する直接的な局所作用であると考えられている。

## 参考資料
1. ↑  “KEGG DRUG: ナトリウムグアレナート”. www.kegg.jp. 2021年5月18日閲覧。
2. ↑  “含嗽用ハチアズレ顆粒 添付文書”. www.info.pmda.go.jp.   PMDA. 2021年5月18日閲覧。
3. ↑  “AZ点眼液0.02％ 添付文書”. www.info.pmda.go.jp.   PMDA. 2021年5月18日閲覧。
4. ↑  “マーズレンS配合顆粒 添付文書”. www.info.pmda.go.jp.   PMDA. 2021年5月18日閲覧。
5. 1 2  “アズノールうがい液4%” (PDF).   日本新薬 (2011年1月). 2015年3月18日閲覧。